# Diarmaid Ó Súilleabháin
Diarmaid Ó Súilleabháin /ˈdʲiːərmʷidʲ oː ˌsuːlʲəˈwɑːnʲ/ (* 29. Juli 1932 bei Na hAoraí auf der Beara-Halbinsel; † 5. Juni 1985) war ein irischer Schriftsteller.

## Leben
Ó Súilleabháin wurde 1932 in der Grafschaft Cork an der Westküste Irlands geboren. Seine Schulbildung erhielt er unter anderem im Coláiste Íosagáin (etwa „College des kleinen Jesus“) in Ballyvourney (ebenfalls Grafschaft Cork), das in einer Gaeltacht liegt. Anschließend absolvierte er am St. Patrick’s College im Dubliner Stadtteil Drumcondra die Ausbildung zum Grundschullehrer. Nach Abschluss des Studiums 1951 arbeitete er für einige Jahre mit hörgeschädigten Kindern in Dublin. Zwei weitere Jahre arbeitete er in seinem Heimatort, bevor er eine feste Stelle an der Christian Brothers School in Gorey im County Wexford erhielt. 1954 heiratete er Úna Ní Chléirigh, mit der er fünf Kinder hatte.
Er war eng mit dem Maler Paul Funge, dem Gründer des Gorey Arts Centre, befreundet, und sein Haus war stets als Treffpunkt für Künstler und Schriftsteller bekannt. Bereits als junger Mann litt Ó Súilleabháin jedoch an schwacher Gesundheit und im Juni 1985 starb er im Alter von 52 Jahren.

## Sprache und Politik
Ó Súilleabháin stammte aus einer Region Irlands, in der einerseits die literarische Tradition stark verwurzelt ist, in der die Mehrheit der Einwohner andererseits stark nationalistisch-republikanisch geprägt ist. Zudem wurde das Irisch dieser Region in Ó Súilleabháins Jugend noch von vielen älteren Leuten gesprochen, war aber am Aussterben. Diese drei Umstände prägten sowohl sein Leben als auch seine Werke. Ortsansässigen Nationalisten gelang es, in dem Jungen das Interesse für Sprache und Politik zu wecken. Fünf Onkel allein hatten sich am Irischen Unabhängigkeitskrieg beteiligt, und so wurde aus Diarmaid zeit seines Lebens ein unbedingter Republikaner. Er wurde aktives Mitglied von Sinn Féin und wurde 1972 für öffentliche Ansprachen zu den Aktivitäten der Provisional IRA zu Beginn der 1970er-Jahre inhaftiert. Er war Mitglied des Vorstands von Sinn Féin und Leiter für Öffentlichkeitsarbeit der republikanischen Bewegung.

## Werke

### Romane
- Súil le Muir (dt. etwa „Hoffnung auf das Meer“)
- Dianmhuilte Dé (dt. etwa „Gottes gnadenlose Mühlen“, 1964)
- An Uain Bheo (dt. etwa „Das lebende Lamm“, 1968)
- Maeldún (Eigenname, 1972)
- Ciontach (dt. etwa „Schuldig“, 1985)
- Aistear (dt. etwa „Abwege“, 1985)
- Lá Breá Gréine Buí (dt. etwa „Ein schöner heller Sonnentag“, 1986)

### Erzählungen
- Muintir (dt. etwa „Leute“, 1971)

### Dramen
- Bior (dt. etwa „Pflock“, 1965)
- Macalla (dt. etwa „Echo“, 1966)
- Ontos (1967)

## Übersetzungen
- Derzeit liegen keine Übersetzungen ins Deutsche vor.
- Urlacaim … (engl. I Vomit …), übersetzt vom Autor, in: Eoghan Ó Tuairisc (Hrsg.): Rogha an Fhile, The Goldsmith Press, 1974, S. 100–103.